# Bandas de Bollinger
Las bandas de Bollinger son unos indicadores utilizados en el análisis técnico de los mercados financieros. Fueron introducidos por John Bollinger en los años 1980. Bollinger registró las palabras "Bollinger Bands" como marca comercial estadounidense en 2011.
La representación gráfica de las bandas de Bollinger son dos curvas que envuelven el gráfico de precios. Se calcula a partir de una media móvil (simple o exponencial) sobre el precio de cierre a la que envuelven dos bandas que se obtienen de añadir y sustraer al valor de la media K desviaciones estándar (habitualmente, K = 2). La distancia entre las curvas superior e inferior, igual a cuatro desviaciones estándar, es por lo tanto una medida de la volatilidad del precio del activo.
De acuerdo con el análisis técnico, el que los precios sobrepasen las bandas indica que el mercado está sobrecomprado (si lo hacen por arriba) o sobrevendido (si lo hacen por abajo).

## Valor predictivo
Al contrario de lo que a veces se cree, las bandas de Bollinger no pueden utilizarse para hacer predicciones fiables basadas cuán cerca o lejos esté el precio de una acción con respecto a su media. Esto obedece a que el precio de una acción no se rige por ninguna función de distribución conocida (ver proceso estocástico). Por ejemplo, si se calculan las bandas con un parámetro de dos veces la desviación estándar, no se puede asumir que aproximadamente el 95% de los precios de cierre permanecerán, en promedio, dentro de las bandas. Esto requeriría, entre otras cosas, que los precios tuviesen una distribución normal, lo cual generalmente no sucede. Además requeriría que se conociera la verdadera desviación estándar. La desviación estándar calculada en la fórmula es sólo un estimativo incierto de la verdadera desviación. Adicionalmente, se debe tener en cuenta que las "desviaciones estándar" del precio de las acciones por periodos finitos de tiempo no son parámetros fijos tal y como lo requiere la teoría clásica de la estadística, sino que son variables dependientes de la volatilidad del precio. A pesar de todo esto, las bandas han demostrado ser muy útiles en el análisis de los precios de las acciones y por la desigualdad de Chebyshev éstas contienen al menos el 75% de los precios. Las bandas de Bollinger ofrecen una forma útil de visualizar la volatilidad del precio de una acción. No debe darse un significado especial a que el precio toque la banda superior o la inferior, como el mismo John Bollinger señaló. Esos sucesos deberían analizarse junto a otros factores antes de tomar decisiones de inversión.
Es de interés notar que la falsa interpretación del precio tocando o penetrando una banda, basada en unos supuestos estadísticos erróneos, se ha hecho tan popular que algunos inversionistas ahora utilizan dichos sucesos como señales para iniciar sus posiciones y al hacerlo, sin querer, le han dado significado a este tipo de eventos, que de otra manera no ocurrirían.

## Utilidad
- Sirve para ubicar al precio dentro de un rango relativo a su evolución pasada.
- Ayuda a determinar si el valor es o no es volátil.
- Permite obtener niveles de precios y determinar si el valor está en zonas de soporte o resistencia dinámicas.

## Interpretación
Los valores por defecto que se utilizan para su cálculo son de 21 para la media y 2 desviaciones estándar. Si se reduce o se incrementa de forma significativa el valor de la media hay que ajustar en el mismo sentido el número de desviaciones estándar. Para valores de la media por encima de 50 (largo plazo) => 2,5 desviaciones; valores de la media cercanos a 10 (corto plazo)=> 1,5 desviaciones.
Si los precios están por encima de media y cercanos  a la banda superior están relativamente altos, puede haber sobrecompra. Si están por debajo de la media y cercanos a la banda inferior están relativamente bajos, puede haber sobreventa. 
Si las bandas se estrechan sobre los precios está indicando que el valor está muy poco volátil, al contrario las bandas se ensanchan si el valor está volátil. Esto proporciona una ayuda muy importante al inversor que opera con opciones. 
Se suelen producir movimientos importantes y rápidos en los precios después de periodos en los que se han estrechado las bandas.
Los movimientos de precios que se originan en una de las bandas suelen tener como objetivo la banda opuesta, lo que facilita el determinar estos objetivos de precios. Muchos de los precios extremos (máximos o mínimos) de los movimientos tienen lugar en la banda o sus cercanías. 
Cuando los precios superan la banda superior es un síntoma de fortaleza del valor, si por el contrario se sitúan por debajo de la banda inferior es una señal de debilidad. Cuando los precios se sitúan fuera de cualquiera de las bandas es asumible la continuación del movimiento. 
Su utilización conjunta con otros indicadores ayuda a determinar con alta probabilidad los techos y suelos de los mercados. 
Cuando las bandas se mantienen cercanas, son síntoma de un periodo de baja volatilidad en el precio de la acción. Cuando se mantienen lejos una de otra, están indicando un periodo de alta volatilidad. Cuando tienen sólo una ligera pendiente y permanecen aproximadamente paralelas durante un tiempo suficientemente largo, se encontrará que el precio de la acción oscila arriba y abajo entre las bandas, como en un canal. Cuando esta conducta se repite regularmente junto a un mercado en consolidación, el inversor puede, con cierta confianza, utilizar un toque (o casi) a la banda superior o a la inferior como una señal de que el precio de la acción se está acercando al límite de su rango de negociación, y por ello es probable un cambio en la tendencia del precio.